# Schloss Kriechbaum
Kriechbaum ist eine vom Kaolinbergbau geprägte Ortschaft in der Gemeinde Allerheiligen im Mühlkreis im Bezirk Perg in Oberösterreich. Dort liegen zwei Ansitze des Rittergeschlechtes der Öder zu Geiersberg, der um 1300 erwähnte Siegenhof und der um 1315 errichtete Ansitz Kriechbaum.

## Lage
Die Ansitze Siegenhof und Kriechbaum liegen auf sanften Südhängen etwa 50 Höhenmeter über dem Tal des Kettenbaches. Der Bach kommt aus dem Hügelland bei Allerheiligen und fließt nach Westen hin ab zum Aistfluss. Die Anlagen des Kaolinbergbaues der Firma Kamig beherrschen jetzt das Tal. Früher gab es dort die Pregartmühle (1449 Gengl am Pregarten) und Gehöfte. Auch früher führte ein Saumpfad für Tragtiere durch die Gegend. Er kam von Süden von den Orten an der Donau und dem Markt Perg und führte über den Markt Tragwein weiter in den Norden.
Der Name Kriechbaum mag sich auf den Kriecherlbaum, mundartlich Gria-Bam, wissenschaftlich prunus insititia, beziehen. Bereits 1158 war der Kriecherlbaum Hildegard von Bingen bekannt.

## Geschichte

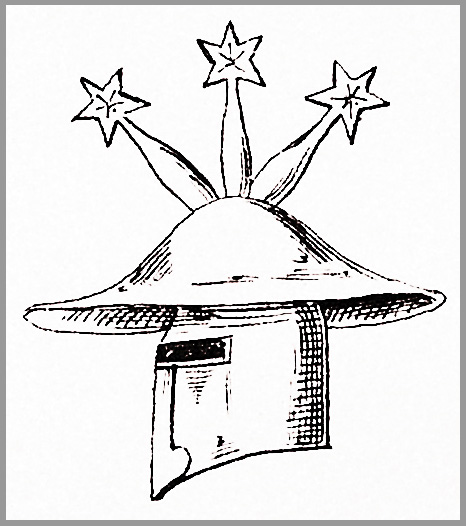
Wappen der Öder

Der Ansitz Siegenhof (Sigenhoven) war ein um 1300 von den Kapellern vergebenes Lehen, das an das Rittergeschlecht der Öder gelangte. Hartneid Öder (1260–1313) heiratete eine Kunigunde Pernauer. Dieser Hartneid gilt als Begründer der Linie der Öder von Siegenhofen. Gegen Ende des 15. Jahrhunderts starb diese Linie aus. Der Besitz Siegenhof gelangte an die Walch von Prandegg und über andere Besitzer an die Herren von Starhemberg bis zur Auflösung der Grundherrschaft 1848–1850.
Der Ansitz Kriechbaum war ebenso ein von den Kapellern vergebenes Lehen, das an das Rittergeschlecht der Öder gelangte. Heinrich II. Öder (1270–1335), ein Bruder von Hartneid (* 1260), heiratete eine Gertraud Wetzel. Dieser Heinrich II. errichtete 1315 den Ansitz Kriechbaum. Er gilt als Begründer der Linie der Öder von Kriechbaum. Auch der Besitz Kriechbaum gelangte an die Walch von Prandegg, wobei ein Wolfgang Walch 1513 im Liechtensteiner Lehensbuch aufgeführt wurde. 1534 kam der Besitz an die Hohenecker. Im Jahre 1600 ist ein Valentin von Hoheneck hier nachweisbar. Seine Tochter Sarah Sophia Hohenegg (Hoheneck) brachte Kriechbaum und ihre Güter in Bayern und Österreich einschließlich dem unweiten Schloss Breitenbruck 1619 als Heiratsgut in die Ehe mit Gotthard von Tattenbach mit. Söhne: Wilhelm (* 1619) und Sigismund Reichard (* 1621). Die Tattenbach ließen den Ansitz Kriechbaum 1619 bis 1621 schlossähnlich neu erbauen. Bereits 1631 kam das Schloss aber an Hanns Hä(a)ndl von Breitenbruck, 1636 erwarb es Graf Heinrich von Starhemberg. 1690 wurde das Schloss aus der Landtafel aber gelöscht und an den Meier des Wirtschaftshofes, Jakob Klinger, vererbrechtet (in Erbpacht übergeben). Seitdem war Kriechbaum ein Bauernhof. Auf dem Hof war auch eine Schankgerechtigkeit (Gasthaus), wobei die Meierstube als Gaststube diente.
Marquart I. Öder (1272–1326), ebenso ein Bruder von Hartneid (* 1260), heiratete eine Elspet Redler. Dieser Marquart I. gilt als Begründer der Linie der Öder von Windegg und Schwertberg.

## Baulichkeiten
Das Schloss Kriechbaum des Jahres 1674 zeigt uns der Stich von Georg Matthäus Vischer: Ein zweigeschoßiges Herrenhaus rund 20 × 14 m groß, mit Walmdach und zwei Schornsteinen. Eine Mauer mit der Hofeinfahrt. Dazu die gemauerten Wirtschaftsgebäude um den Hof (Meierhof). Ein Palisadenzaun umschloss das Anwesen mitsamt einem Obstgarten.
Von diesem schlossähnlichen Anwesen wird 1976 noch berichtet, dass es seine ursprünglichen schmiedeeisernen Fensterkörbe besitzt. Fünf gewölbte Stuben und ein gewölbtes Stiegenhaus hatte es im Erdgeschoß. Und den Torbogen zierte Steinmetzarbeit. Seit 1965 wurde das Anwesen aber stark vernachlässigt. Das Dach stürzte teilweise ein. Spätestens seit 1991 ist nun das Anwesen bis auf etwas Steinmauerwerk der Meierhofecke vollständig abgetragen. Damit verschwand ein historisches Schlossgebäude in Oberösterreich. Errichtet wurden stattdessen neuere Gebäude für Viehhaltung und Landwirtschaftsbetrieb. Privatbesitz. Kein Denkmalschutz. Moderne Adresse: Allerheiligen im Mühlkreis, Kriechbaum N° 1, Gehöft Mayergut.
Der Siegenhof, ausgebaut zu einem stattlichen Vierkanter, und nach wie vor stolz über dem Tal des Kettenbaches die Szene beherrschend, blieb erhalten. Teilweise bewohnt. Viehhaltung und Landwirtschaftsbetrieb sind aufgelassen. Privatbesitz. Kein Denkmalschutz. Moderne Adresse: Allerheiligen im Mühlkreis, Kriechbaum N° 6, Gehöft Singhofer .

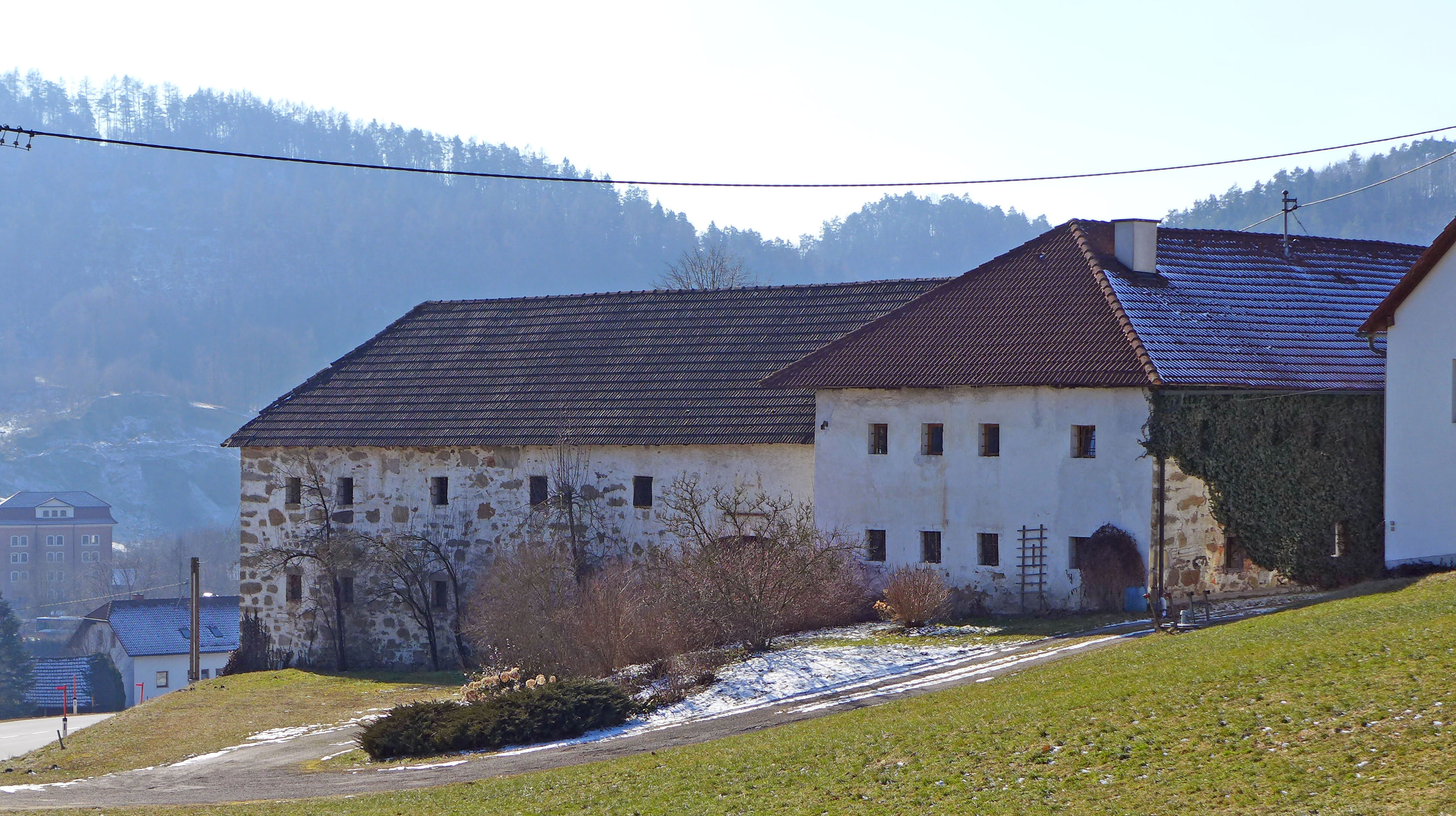
Ansitz Siegenhof von Osten 2021
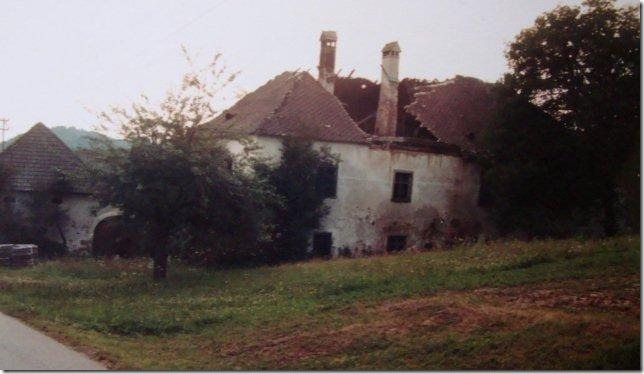
1965. Schloss Kriechbaum. Herrenhaus von Osten
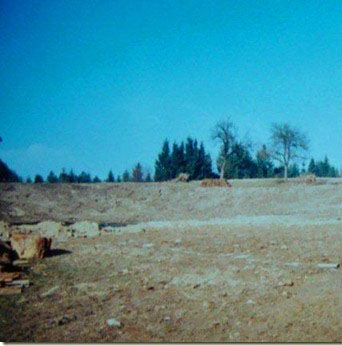
1991. Schloss Kriechbaum. Lagestelle des Herrenhauses
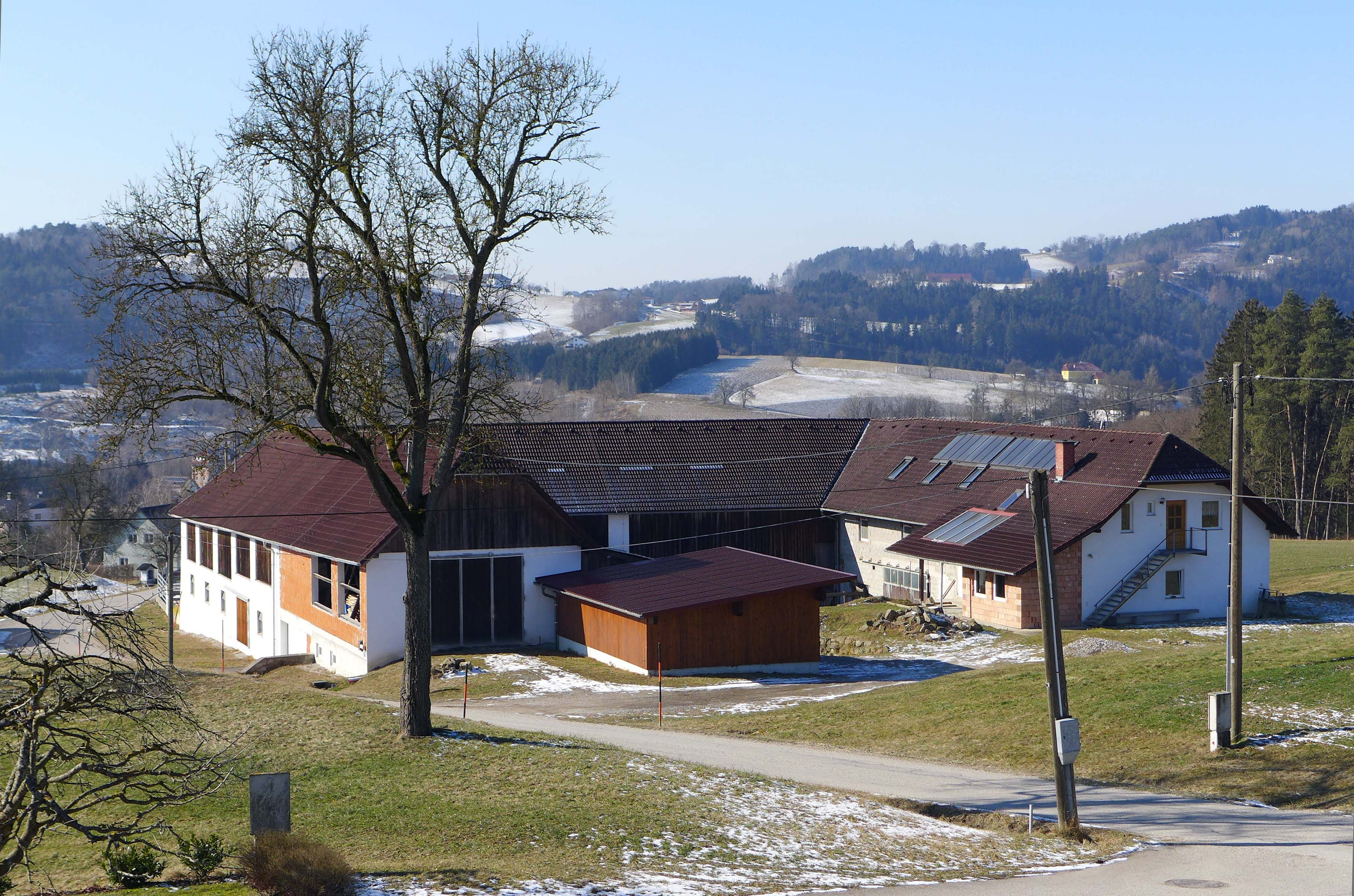
2021. Lagestelle Schloss Kriechbaum. Mayergut von Osten
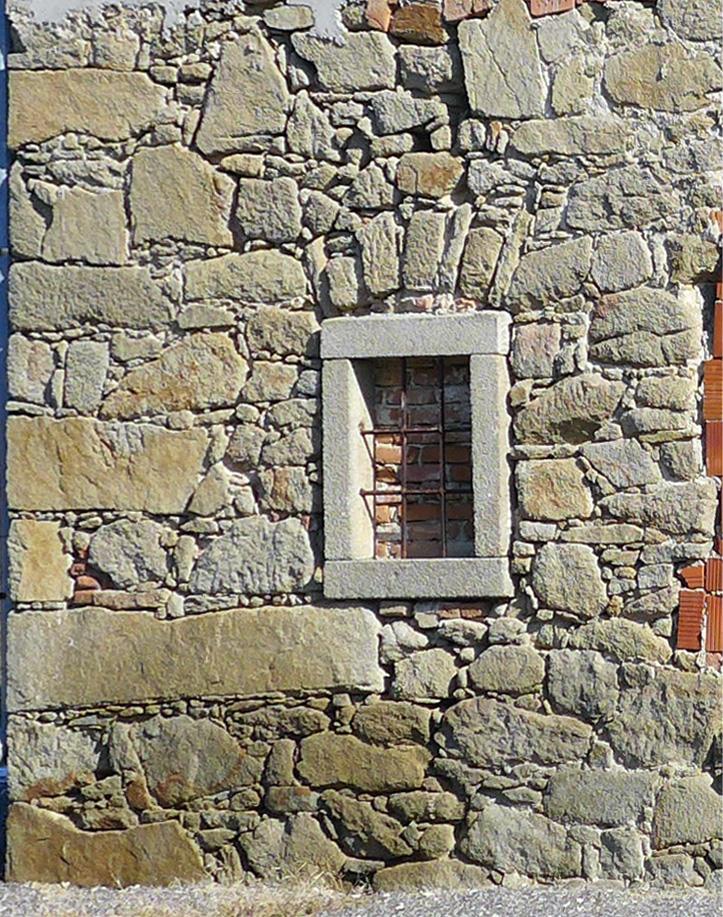
2021. Schloss Kriechbaum. Rest des Meierhofs